# Batu Gadang
Batu Gadang is een bestuurslaag in het regentschap Padang van de provincie West-Sumatra, Indonesië. Batu Gadang telt 6664 inwoners (volkstelling 2010).